# Huși
Huși je rumunské město v župě Vaslui. Leží na východě Rumunska poblíž hranic s Moldavskem. Žije zde přibližně 25 tisíc obyvatel.